# Llanos del Caudillo
Llanos del Caudillo é um município da Espanha, na província de Cidade Real, comunidade autónoma de Castilla-La Mancha. Tem uma área de 20,45 km² com uma população de 726 habitantes (2008) e uma densidade populacional de 35,5 hab/km².

## Demografia
| Variação demográfica do município entre 1991 e 2004 | Variação demográfica do município entre 1991 e 2004 | Variação demográfica do município entre 1991 e 2004 | Variação demográfica do município entre 1991 e 2004 |
| --------------------------------------------------- | --------------------------------------------------- | --------------------------------------------------- | --------------------------------------------------- |
| 1991                                                | 1996                                                | 2001                                                | 2004                                                |
| -                                                   | -                                                   | 726                                                 | 651                                                 |